# Nervus splanchnicus major

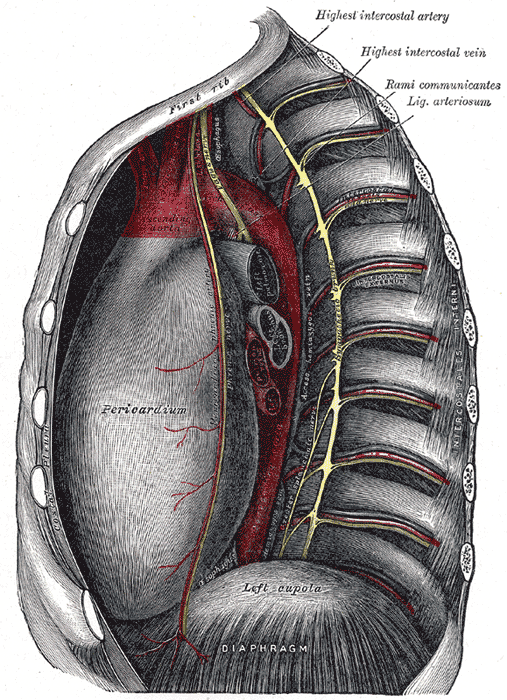
Brusthöhle des Menschen mit Grenzstrang und Nervus splanchnicus major

Der Nervus splanchnicus major (von lateinisch nervus ‚Nerv‘ und griechisch splanchnon ‚Eingeweide‘), kurz Splanchnikus, deutsch großer Eingeweidenerv, ist ein Nerv des sympathischen Nervensystems. Er entspringt beim Menschen beidseitig aus dem 5. bis 9. Brustsegment des Rückenmarks, bei Haustieren aus dem 8. bis drittletzten. Anschließend ziehen die Nervenfasern, ohne Umschaltung in den Ganglien des Grenzstrangs, parallel zum Grenzstrang rechts mit der Vena azygos, bzw. links mit der Vena hemiazygos durch das Zwerchfell in die Bauchhöhle.
Der Nervus splanchnicus major zieht zu den prävertebralen Ganglien, insbesondere dem Ganglion coeliacum. Erst dort werden die Nervenfasern auf das zweite, postsynaptische Neuron umgeschaltet. Außerdem ziehen Fasern zum Nebennierenmark.
Die sympathischen Nervenfasern wirken auf die Blutgefäße und regulieren damit die Durchblutung der Organe des Oberbauchs. Außerdem wirken sie hemmend auf die Funktion des Magen-Darm-Trakts.